# George Hotz
George Francis Hotz, (Glen Rock (Nueva Jersey), Estados Unidos, 2 de octubre de 1989), alias geohot, es un hacker, empresario e ingeniero de software estadounidense. Es conocido por el desarrollo de jailbreaks para iOS, haber aplicado ingeniería inversa a la PlayStation 3, y por la posterior demanda interpuesta contra él por Sony. Desde septiembre de 2015, trabaja en su propia empresa comma.ai, enfocada en el aprendizaje automático para vehículos autónomos. Desde noviembre de 2022, ha estado trabajando en tinygrad, un marco de trabajo (framework) de aprendizaje profundo (deep learning).

## Ciberseguridad

### iOS
En agosto de 2007, George Hotz, a los diecisiete años de edad, se convirtió en la primera persona en desbloquear el iPhone, lo cual permitía usar el dispositivo con cualquier tarjeta SIM, sin importar el operador. Intercambió su segundo iPhone desbloqueado de 8GB por un Nissan 350Z y tres dispositivos iPhone de 8GB.
En octubre de 2009, Hotz lanza blackra1n , el cual fue compatible con todos los dispositivos iPhone y iPod Touch que ejecutaran la versión de iOS 3.1.2.
El 13 de julio de 2010, Hotz anunció la interrupción en sus actividades relacionadas con el desarrollo de jailbreaks, citando la desmotivación por la tecnología y la atención personal no deseada. Sin embargo, continuó lanzando nuevas técnicas de jailbreak basadas en software hasta octubre de 2010.

### PlayStation 3
En diciembre de 2009, Hotz anunció sus intenciones de vulnerar la seguridad de la PlayStation 3. El 22 de enero de 2010, anunció que había realizado su primer logro consistente en el acceso de lectura y escritura a la memoria del sistema de la máquina, así como el acceso a nivel de hipervisor a la CPU de la consola.
El 26 de enero de 2010, Hotz hizo público el exploit. El 28 de marzo de 2010, Sony respondió anunciando su intención de lanzar una actualización del firmware de la PlayStation 3 que eliminaría la función OtherOS de todos los modelos, una función que ya estaba ausente en las nuevas revisiones Slim de la máquina.
El 13 de julio de 2010, Hotz publicó un mensaje en su cuenta de Twitter afirmando que había abandonado sus esfuerzos.

#### Demanda contra Sony
El 29 de diciembre de 2010, el grupo de hackers fail0verflow hizo una presentación en el vigésimo séptimo Chaos Communication Congress, donde expusieron un error de Sony en su uso de firmas ECDSA sin publicar la clave privada correspondiente. Esta clave fue utilizada por Sony para evitar la piratería. El 2 de enero de 2011, Hotz publicó una copia de la clave privada de la PlayStation 3 en su página web. Estas claves fueron posteriormente retiradas como resultado de las acciones legales emprendidas por Sony contra fail0verflow y Hotz. En respuesta a su continua publicación de información sobre exploits de PS3, Sony presentó el 11 de enero de 2011 una solicitud de orden de restricción temporal (TRO, por sus siglas en inglés) contra él en el Tribunal de Distrito de EE. UU. del Norte de California.
Hotz realizó públicamente comentarios sobre el caso, incluida una canción contra Sony . Sony, a su vez, exigió a los sitios de medios sociales, incluido YouTube, que entregaran las direcciones IP de las personas que visitaron las páginas sociales y los videos de George Hotz.
PayPal concedió a Sony acceso a la cuenta de PayPal de Hotz, y el juez del caso concedió a Sony permiso para ver las direcciones IP de todos los que visitaron geohot.com. En abril de 2011, se supo que Sony y Hotz habían llegado a un acuerdo extrajudicial sobre la demanda, con la condición de que Hotz no volviera a realizar ningún hackeo en productos de Sony.

### Android
En junio de 2014, Hotz publicó un exploit basado en software que permitía realizar rooting en dispositivos Samsung Galaxy S5 utilizados en el mercado estadounidense. El exploit se construye alrededor de la vulnerabilidad CVE-2014-3153, que fue descubierta por el hacker Pinkie Pie, e implica un problema en el subsistema Futex que a su vez permite la escalada de privilegios. El exploit, conocido como towelroot, fue designado como una «herramienta de rooting de Android con un solo clic».
Aunque el exploit inicialmente se lanzó para el Verizon Galaxy S5, se hizo compatible con la mayoría de los dispositivos Android disponibles en ese momento. Por ejemplo, se comprobó que funcionaba con el Galaxy S5 AT&T, el Nexus 5 y el Galaxy S4 Active. Se siguieron aplicando actualizaciones a dicho exploit para aumentar sus capacidades con otros dispositivos con Android. Las actualizaciones del sistema operativo Android cerraron las causas de la vulnerabilidad. Samsung respondió oficialmente lanzando actualizaciones de software diseñadas para ser inmune a towelroot.

## Carrera
Hotz obtuvo ingresos adicionales significativos debido a las donaciones obtenidas por sus exploits.
Hotz trabajó en Facebook entre mayo de 2011 y enero de 2012.
El 16 de julio de 2014, Google contrató a Hotz para trabajar con el equipo de Proyecto Cero, donde desarrolló Qira, un software para analizar de forma dinámica archivos binarios de aplicaciones.
Hotz fue empleado en la startup Vicarious desde enero de 2015 hasta julio del mismo año.

### comma.ai
Hotz fundó su propia startup de inteligencia artificial, comma.ai, en septiembre de 2015. En una entrevista con Bloomberg, Hotz reveló que la empresa estaba construyendo una tecnología de automatización de vehículos basada en algoritmos de aprendizaje automático. Hotz construyó un Acura ILX 2016 autónomo y demostró su funcionamiento en la autopista interestatal 280 de California en un video, lo que resultó en una carta de cese y desistimiento del Departamento de Vehículos Motorizados de California.
Hotz quería vender su tecnología a la empresa Tesla, Inc. y se reunió con el director ejecutivo Elon Musk. Hotz afirmó que Musk le ofreció doce millones de dólares (menos un millón por cada mes que se tardase en trabajar en el software) para crear un sistema de conducción que pudiera reemplazar la solución MobilEye que Tesla usó en ese momento, que fue cuestionada por Musk. Musk le brindó consejos sobre el proyecto de vehículo autónomo de Hotz en una entrevista de diciembre de 2015.
El 27 de octubre de 2016, la Administración Nacional de Seguridad del Tráfico en Carreteras informó a Hotz que el producto estaba legalmente obligado a cumplir con los Estándares Federales de Seguridad de Vehículos Motorizados y solicitó información que confirmara dicho cumplimiento. Un día después, George Hotz publicó en Twitter desde Shenzhen que su producto, comma one, fue cancelado. Kristen Lee declaró en Jalopnik que la Administración Nacional de Seguridad del Tráfico en Carreteras simplemente estaba tratando de abrir un diálogo y comentó: «En cambio, obtuvieron la peor actitud posible de Silicon Valley: traten de regularnos, líderes de opinión, y tomaremos nuestra pelota y nos iremos a casa».
comma.ai publicó el código fuente de su software de conducción autónoma (llamado openpilot) el 30 de noviembre de 2016, enfatizando su uso previsto para la investigación sin garantía.
El 14 de septiembre de 2018, comma.ai anunció que Hotz se convertiría en el jefe del equipo de investigación del proyecto y nombró a Riccardo Biasini como nuevo director ejecutivo de la empresa. Se fue en marzo de 2019, pero regresó en mayo de 2019 para volver a ser presidente.
El 7 de enero de 2020, comma.ai presentó su dispositivo comma two ADAS (asistencia al conductor) de $999 en la feria tecnológica anual CES en Las Vegas.
El 23 de agosto de 2022, comma.ai fue demandado por «trol de patentes» Sucxess LLC.
El 31 de octubre de 2022, Hotz dijo que se tomará un tiempo fuera de comma.ai.

### Después de comma.ai
Hotz fundó tiny corp el 5 de noviembre de 2022. tiny corp tiene como objetivo trasladar conjuntos de instrucciones de aprendizaje automático a aceleradores de hardware.
El 18 de noviembre de 2022, Hotz anunció que Twitter lo había contratado para una pasantía de 12 semanas. El 20 de diciembre, después de menos de 5 semanas en el cargo, renunció.
El 24 de mayo de 2023, tiny corp anunció que recaudó 5,1 millones de dólares para construir computadoras enfocadas en el aprendizaje automático y desarrollar un framework de red neuronal llamado tinygrad.

## Otras actividades
En agosto de 2013, Hotz asistió a la convención de hackers DEF CON con Plaid Parliament of Pwning (PPP) de Carnegie Mellon. PPP obtuvo el primer lugar en el torneo Captura la Bandera (CTF, por sus siglas en inglés). Más tarde, en 2013, Hotz también compitió en la Semana de Concientización sobre Seguridad Cibernética (CSAW, por sus siglas en inglés) de la Escuela de Ingeniería Tandon de la Universidad de Nueva York. Trabajando solo, Hotz obtuvo el primer lugar bajo el seudónimo de tomcr00se. En agosto de 2014, Hotz compitió una vez más como parte del PPP de Carnegie Mellon para ganar el torneo Captura la bandera en la DEF CON por segundo año consecutivo. El equipo también ganó el torneo DEF CON «Crack Me If You Can».
En 2013, Hotz comenzó a hacer hip hop en su SoundCloud, tomcr00se. Hasta agosto de 2023, ha realizado 28 canciones originales y versiones.
Hotz también tiene un canal de Twitch, donde con frecuencia realiza transmisiones programando en vivo. A partir de agosto de 2023, su canal tiene más de 71 000 seguidores.

En febrero de 2020, Hotz fundó la criptomoneda cheapETH.
- Datos: Q370733
- Multimedia: George Hotz / Q370733